# Burzum (album)
Burzum je první studiové album norského blackmetalového projektu Burzum. Bylo vydáno v březnu 1992 ve studiu Deathlike Silence Productions. Na albu se kromě Varga Vikernese podílel i norský hudebník Euronymous, který nahrál kytarové sólo pro píseň War a gong pro píseň Dungeons of Darkness.

## Seznam skladeb
První strana "Hate"
1. "Feeble Screams from Forests Unknown" – 7:28
2. "Ea, Lord of the Depths" – 4:52
3. "Black Spell of Destruction" – 5:39
4. "Channelling the Power of Souls Into a New God" – 3:27

Druhá strana "Winter"
1. "War" – 2:30
2. "The Crying Orc" – 0:58
3. "A Lost Forgotten Sad Spirit" – 9:11
4. "My Journey to the Stars" – 8:10
5. "Dungeons of Darkness" – 4:50